# Sinophorus sarissophorus
Sinophorus sarissophorus är en stekelart som beskrevs av Sanborne 1984. Sinophorus sarissophorus ingår i släktet Sinophorus och familjen brokparasitsteklar. Inga underarter finns listade i Catalogue of Life.